# Agrokor
Agrokor d.d. är Kroatiens största och ett av Central- och Östeuropas största privatägda aktiebolag inom dagligvaruhandeln. Företaget grundades 1976 av Ivica Todorić och dess huvudkontor ligger i Cibonas torn i Zagreb. Företaget har närmare 40 000 anställda (2014) fördelade på 30 dotterbolag i Kroatien och regionen. Med en försäljningsintäkt på 4,6 miljarder euro 2010 hamnade företaget på en 18:e plats i Deloittes årliga lista över Centraleuropas största företag.

### Fotnoter
1. 1 2  Agrokor.hr Arkiverad 5 augusti 2014 hämtat från the Wayback Machine. - Officiell webbplats (engelska)
2. ↑  Agrokor.hr Arkiverad 21 augusti 2014 hämtat från the Wayback Machine. - Officiell webbplats (engelska)
3. ↑  Nacional.hr Arkiverad 18 september 2010 hämtat från the Wayback Machine. (kroatiska)